# 캐럴린 월도
캐럴린 제인 월도 OC(영어: Carolyn Jane Waldo OC, 1964년 12월 11일~)는 캐나다의 아티스틱스위밍 선수 출신 방송인이다. 1984년 하계 올림픽 싱크로나이즈드스위밍 솔로 종목에서 은메달을 획득했고 1988년 하계 올림픽 싱크로나이즈드스위밍 솔로와 듀엣 종목에서 모두 금메달을 획득하며 한 올림픽에서 2개의 금메달을 획득한 최초의 캐나다인 선수가 되었다.

## 경력
1964년 캐나다 퀘벡주에서 태어난 월도는 11살의 나이에 아티스틱스위밍을 시작했다. 아티스틱스위밍을 시작한 지 5년이 지나지 않았을 때 주니어 대회 듀엣 종목에서 우승했고 15살에 캐나다 아티스틱스위밍 국가대표팀에 발탁되었다. 
1981년 팬대서양 수영 선수권 대회 싱크로나이즈드스위밍 단체전에서 우승했다. 1982년 캘거리 아쿠아벨레스 클럽(영어: Calgary Aquabelles Club)에 입단했고 1982년 세계 수영 선수권 대회 단체전, 1983년 팬아메리칸 게임 싱크로나이즈드스위밍 종목에서 우승했으며 1984년 하계 올림픽 싱크로나이즈드스위밍 솔로 종목에서 은메달을 획득했다.
월도는 1985년 아티스틱스위밍 동료 미셸 캐머런과 함께 로마와 스페인 오픈, 1985년 FINA 싱크로나이즈드스위밍 월드컵 솔로, 듀엣, 단체전에서 우승했고 1986년 스페인 오픈과 1986년 코먼웰스 게임, 1986년 세계 수영 선수권 대회 싱크로나이즈드스위밍 솔로, 듀엣, 단체전에서 모두 우승했다. 이후 1987년 팬태평양 수영 선수권 대회 싱크로나이즈드스위밍 솔로, 듀엣, 단체전과 1987년 FINA 싱크로나이즈드스위밍 월드컵에서 우승했고 1988년 하계 올림픽 싱크로나이즈드스위밍 솔로와 듀엣 종목에서 모두 금메달을 획득하며 한 올림픽에서 2개의 금메달을 획득한 최초의 캐나다인 선수 기록을 세웠다. 그녀는 1988년 하계 올림픽 이후 선수 경력을 마감했다.
월도는 1988년 캐나다 훈장을 받았고 1985년부터 1988년까지 당해 캐나다에서 가장 뛰어난 여성 운동 선수에게 수여되는 벨마 스프링스테드 트로피를 4년 연속 받았으며 1994년 국제 수영 명예의 전당에 헌액되었다. 그녀는 1987년과 1988년 보비 로즌펠드 상(영어: Bobbie Rosenfeld Award)을 받았고 1988년 캐나다에서 가장 뛰어난 스포츠인에게 주어지는 루 마시 트로피를 받았다.

## 개인사
월도는 3살의 나이에 익사의 위기를 겪었고 7년 뒤 10살이 되었을 때 물에 대한 공포증을 극복했다. 그녀는 현역 선수로 활동할 당시에 시어스 캐나다로부터 용품 후원을 받았고 선수 경력을 마감한 후 2015년 해고될 때까지 오타와의 CTV 뉴스에서 스포츠 앵커로 활동했다.